# Bas Leferink
Bas Leferink (Voorburg, 17 september 1974) is een Nederlands voormalig profvoetballer.
Leferink speelde 6 seizoenen voor Go Ahead Eagles. Hierna heeft hij nog enkele jaren op hoog amateurniveau gespeeld voor VV Rheden, SV Babberich en SV OBW.

## Clubstatistieken
| seizoen | club            | competitie     | duels | goals |
| ------- | --------------- | -------------- | ----- | ----- |
| 1992/93 | Go Ahead Eagles | Eredivisie     | 1     | 0     |
| 1993/94 | Go Ahead Eagles | Eredivisie     | 3     | 0     |
| 1994/95 | Go Ahead Eagles | Eredivisie     | 16    | 1     |
| 1995/96 | Go Ahead Eagles | Eredivisie     | 1     | 0     |
| 1996/97 | Go Ahead Eagles | Eerste divisie | 14    | 1     |
| 1997/98 | Go Ahead Eagles | Eerste divisie | 24    | 2     |